# African Business
African Business est un magazine d'affaires africain publié par IC Publications, basé à Londres. Le rédacteur en chef est David Thomas,.

## Histoire
African Business est publié pour la première fois en janvier 1982. Anver Versi est le premier rédacteur en chef du magazine,. Son siège social est à Londres. Le magazine mensuel couvre les événements commerciaux à travers l'Afrique. Des rapports spéciaux traitent de secteurs et d’industries spécifiques. En 2012, le magazine compte environ 140 000 abonnés. Le magazine est publié en éditions anglaise et française.
Le magazine organise l'événement annuel « African Business Awards » en collaboration avec le Commonwealth Business Council. L'événement de 2011 a eu lieu à Londres, en Angleterre.